# 神明與命運革命的悖論
《神明與命運革命的悖論》，是由日本一SOFTWARE在PlayStation 3上推出的战略角色扮演游戏。游戏原本預定2012年12月20日發售，后改为在於2013年1月24日推出此作。《電玩通》於2012年10月4日推出“日本一SOFTWAREx電玩通合作計畫”，推出動畫、漫畫等活動。

## 故事
成為『神』的主角，其使命就是「實現人們的願望」。
在天界中設置的『命運革命回路』所蘊育出的擬似世界裡發揮力量，神在不為人知的情況下，革命著人們的命運。
地球上光是人類就有70億。動物、植物、宇宙人，還有在神話故事中登場的人物等等各式各樣，在暗地裡支持著萬物的幸福，神明大人的工作就這樣週而復始的持續著——

## 登場人物
本作同日昇、Lantis、《電擊G's magazine》的新世代偶像計劃《Love Live!》全面合作。九位校園偶像全員，都有參與本作演出角色配音。

### 主角與天使
神樂坂連亞（聲優：日野聰）
主角，作為普通的高中生，無意之間獲選神明。
自稱「運氣是世界第一爛的男人」。不過在商店街的抽獎卻中了大獎，而大獎就是成為「神明」。
早乙女莉莉艾爾（聲優：矢澤日香（德井青空））
支援連亞的其中一位天使。
而她是在這些天使當中，最為親密接近的「神明的專屬天使」。
個性率直而且溫柔，作為精神的支持幫助著因突然面臨的狀況而一頭霧水的連亞。在商店街的抽獎活動中也是她找到連亞的。
龍崎庫羅艾爾（聲優：高坂穗乃果（新田惠海））
支援連亞的其中一位天使。
擅長照顧人的性格，總是擔心著伙伴的樣子，是天使們之間的好氣氛核心。興趣是製作小點心。在天使們的茶會中，絕對欠缺不了她親手製作的餅乾和蛋糕。
綾小路雪莉艾爾（聲優：東條希（楠田亞衣奈））
支援連亞的其中一位天使。
擁有令人煩惱的身材與性感的言行，擁有誘惑著青少年主角的小惡魔氣質。不經意出口那辛辣的發言總是使週圍的人感到期待和興奮。
東條奈兒艾爾（聲優：小泉花陽（久保由利香））
支援連亞的其中一位天使。
經常窩在自己的房間裡幾乎都看不到人，身邊充滿了謎團。能進入她房間的人，就算是天使的伙伴們之中，也只有少數特定幾個人而已
白鳥拉娜艾爾（聲優：絢瀨繪里（南條愛乃））
支援連亞的其中一位天使。
年幼可愛的外表，與尖銳的言行反差，給與她一種獨特的存在感。平常雖然會說著自己的第二個名字，但有的時候會依照心情改變內在人格。
是重度中二病患者。
姬川卡爾席翁（聲優：木村明人）
支援連亞的其中一位天使，負責管理不同特色的六位天使。
面對成為「神明」的連亞，較任何人都表現出更高的敬意。殷勤的態度為其特徵，充滿中年特色的男性天使。
伊集院雷崎艾爾（聲優：杉山紀彰）
支援連亞的其中一位天使。
懷疑著連亞身為「神明」的資質等等，因此態度是所有天使之中最帶刺的一位。因為是責任感很強烈的性格，所以雖然對他人也很嚴格，但對自己更加的嚴厲。
西園寺米薩艾爾（聲優：伊月唯）
第八位天使，是死亡天使。生前在天界進行各種研究跟開發。她是「命運革命回路」的製作者，不過開發途中意外喪失性命。

### 惡魔們
京極撒塔那帝亞（聲優：川村拓央）
在惡魔當中有著超群的強大力量的老惡魔。抱著很大的虛無，其行動原理超出了常人所能理解的範圍。對他來說虐殺天使不過就是「打發時間」。
二階堂巴利亞爾（聲優：林毅史）
非常好戰、勇猛果敢的惡魔。相信力量絕對，醉心於有著強大力量的撒塔那帝亞。
戀塚芙兒妮提（聲優：西木野真姬（Pile））
從屬撒塔那帝亞，冷酷無情的女惡魔。對天使的態度更是十分冷酷。也擔任制止容易發狂的巴利亞爾的工作。

### 其他人物
淺蔥（聲優：南琴梨（内田彩））
自稱「下部遊戲主角」的神秘女性。
米扎利（聲優：園田海未（三森鈴子））
是一隻寄宿在「命運革命回路」上的精靈。
連亞之所以能夠命運革命，也是因為牠認同連亞為「神明」的緣故。而他的名字似乎跟革命回路很有緣的人物所取名的。
神樂坂水藻（聲優：星空凛（飯田里穗））
連亞的妹妹，些許莽撞的中學二年級。尖牙利嘴，平常和連亞說話時不太經過大腦，雖然嘴巴老是碎碎念，不過也有著對連亞很照顧、在意哥哥的一面。

## 遊戲系統
「神明與命運革命的悖論」其主要顯現出來的中心點在於「複製世界」，以本來的故事設定進行，玩家在遊戲之中所做的一舉一動都將改變故事走向。改變世界的副本也給了原來的世界發生了變化，從而導致了最終革命的命運以及結果。每個段落一開始都是從等級1開始計算，最後全數換算至總等級。使用遊戲之中所得到的「革命迴路」進行神體改造，強化所操縱角色的各種素質及發動的附加效果。

## 相關商品

### CD

#### 演唱專輯

##### 
是2013年1月23日發售，由Lantis的日本重金屬音樂樂隊-妖精帝國主唱的遊戲主題曲專輯。
收錄內容
1.  [3:58]
  - 作詞：YUI，作曲、編曲：橘尭葉

2.  [3:45]
  - 作詞：YUI，作曲、編曲：橘尭葉

3.  [4:56]
  - 作詞：YUI，作曲、編曲：橘尭葉

4.  [3:56]
  - 作詞：YUI，作曲、編曲：橘尭葉

5.  [3:57]
  - 作詞：YUI，作曲、編曲：橘尭葉

6.  [7:13]
  - 作詞：YUI，作曲、編曲：橘尭葉

#### 遊戲原聲帶

##### 
是2013年2月20日發售，由Lantis的日本重金屬音樂樂隊-妖精帝國監製的遊戲背景音樂收錄輯。
收錄內容
- Disc 1

1. 
  - 作曲、編曲：橘尭葉

2. 
  - 作曲、編曲：Nanami

3. 
  - 作曲、編曲：Nanami

4. 
  - 作曲、編曲：Nanami

5. 
  - 作曲、編曲：Nanami

6. 
  - 作曲、編曲：Nanami

7. 
  - 作曲、編曲：Nanami

8. 
  - 作曲、編曲：Nanami

9. 
  - 作曲、編曲：Nanami

10. 
  - 作曲、編曲：Nanami

11. 
  - 作曲、編曲：橘尭葉

12. 
  - 作曲、編曲：Nanami

13. 
  - 作曲、編曲：Nanami

14. 
  - 作曲、編曲：Nanami

15. 
  - 作曲、編曲：Nanami

- Disc 2

1. 
  - 作曲、編曲：Nanami

2. 
  - 作曲、編曲：橘尭葉

3. 
  - 作曲、編曲：Nanami

4. 
  - 作曲、編曲：Nanami

5. 
  - 作曲、編曲：Nanami

6. 
  - 作曲、編曲：Nanami

7. 
  - 作曲、編曲：橘尭葉

8. 
  - 作曲、編曲：Nanami

9. 
  - 作曲、編曲：Nanami

10. 
  - 作曲、編曲：Nanami

11. 
  - 作曲、編曲：橘尭葉

12. 
  - 作曲、編曲：Nanami

13. 
  - 作曲、編曲：Nanami

14. 
  - 作曲、編曲：橘尭葉

15. 
  - 歌：妖精帝國
  - 作曲、編曲：橘尭葉

#### 角色歌專輯

##### 
是2013年4月24日，由唱片公司Lantis所製作、發布的角色歌曲輯。唱片編號為LACA-15293。
收錄內容
1.  [3:43]
  - 作詞：畑亜貴，作曲：矢鴇つかさ，編曲：矢鴇つかさ，歌：早乙女リリエル（CV：矢澤日香）、竜崎クロウエル（CV：高坂穗乃果）、白鳥ラナエル（CV：絢瀬繪里）、綾小路シェリエル（CV：東條希）、東條ネルエル（CV：小泉花陽）

2.  [4:38]
  - 作詞：畑亜貴，作曲：原田篤，編曲：fandelmale，歌：早乙女リリエル（CV：矢澤日香）

3.  [4:03]
  - 作詞：畑亜貴，作曲：五条下位，編曲：五条下位，歌：竜崎クロウエル（CV：高坂穗乃果）

4.  [5:15]
  - 作詞：畑亜貴，作曲：原田篤，編曲：fandelmale，歌：白鳥ラナエル（CV：絢瀨繪里）

5.  [4:23]
  - 作詞：畑亜貴，作曲：矢鴇つかさ，編曲：矢鴇つかさ，歌：綾小路シェリエル（CV：東條希）

6.  [4:22]
  - 作詞：畑亜貴，作曲：酒井拓也，編曲：酒井拓也，歌：東條ネルエル（CV：小泉花陽）

7.  [4:03]
  - 作詞：畑亜貴，作曲：原田篤，編曲：fandelmale，歌：恋塚フルーネティ（CV：西木野真姬）

8.  [4:35]
  - 作詞：畑亜貴，作曲：酒井拓也，編曲：酒井拓也，歌：神楽坂ミナモ（CV：星空凛）

9.  [3:58]
  - 作詞：畑亜貴，作曲：西添健，編曲：fandelmale，歌：アサギ（CV：南琴梨）

10.  [4:08]
  - 作詞：畑亜貴，作曲：矢鴇つかさ，編曲：矢鴇つかさ，歌：ミザリィ（CV：園田海未）

### 書籍

#### 漫畫
自2013年2月22日至2014年4月4日於Fami通漫畫上進行連載。
- - 繪師：なつきゆう(Natsuki)
  - 發售日期：2013年10月15日
  - ISBN：978-4-04729-204-8
- - 繪師：なつきゆう(Natsuki)
  - 發售日期：2014年5月15日
  - ISBN：978-4-04729-684-8

#### 小說
2013年3月30日於Fami通文庫進行販售。
- (希望天使履行的事情) [5]
  - 作者：長谷川雅
  - 發售日期：2013年3月30日
  - ISBN：978-4-04728-803-4

#### 其他
- (完全指南) [5]
  - 發售日期：2013年3年15日
  - ISBN：978-4-04891-299-0
- - 發售日期：2013年8月23日
  - ISBN：978-4-89199-196-8

## 外部連結
- （日語）神明與命運革命的悖論官網 （页面存档备份，存于）
- （日語）The Guided Fate Paradox （页面存档备份，存于）
- （日語）神明與命運革命的悖論 Fami通官方網站 （页面存档备份，存于）